# 山口年臣
山口 年臣（やまぐち としおみ、1911年 2月4日 - 1986年6月14日）は、日本のフランス文学者、翻訳家。

## 人物
愛知県出身。慶応義塾予科を中退して文化学院に入り卒業。編集者を経てフランス文学の翻訳家となる。野口冨士男の友人。

## 翻訳
- 『死よりも強し』（モーパッサン、角川文庫） 1951
- 『ナナ』（ゾラ、角川文庫） 1952、のち改題『女優ナナ』
- 『クォ・ヴァディス』（シエンキェヴィッチ、三笠書房） 1953
- 『ボヴァリー夫人 地方の風俗』（フロベール、三笠文庫） 1953 - 1954
- 『仮装舞踏会』（アンドレ・モロワ、三笠書房） 1954
- 『祝婚歌』（シヤルドンヌ、角川文庫） 1954
- 『小間使の日記』（ミルボー、角川文庫） 1956
- 『春のゆくえ』（シュザンヌ・ペロー、三笠書房、若草文庫 ポケットサイズ） 1956
- 『金髪のナルシス』（マルドリュース、三笠書房、若草文庫 ポケットサイズ） 1957
- 『失われしもの』（フランソワーズ・ファベール、弥生書房） 1957
- 『パリのクリスティーナ』（カルメン・デ・イカーサ、秋元書房） 1958
- 『禁断の愛』（ゾラ、角川文庫） 1959
- 『魔術の手 心霊・催眠術から占いまで解明』（イスマ・ヴイスコ、ペルジュロン師共訳、東京信友社） 1962
- 『神秘術とは何か 催眠術から占いまで』（イスマ・ヴィスコ、潮文社） 1963
- 『抵抗の街』（ピエール・ノール、早川書房、世界ミステリシリーズ） 1965
- 『友情論・恋愛論』（アベル・ボナール、旺文社文庫） 1968
- 『孤独な散歩者の夢想』（ルソー、旺文社文庫） 1969
- 『純愛（ウジェニー・グランデ）』（バルザック、旺文社文庫） 1971
- 『ヘッドライト』（セルジュ・グルッサール、谷長茂共訳、ハヤカワ文庫） 1972